# 25e régiment de tirailleurs algériens
Le 25e régiment de tirailleurs algériens (abrégé 25e RTA) était un régiment d'infanterie appartenant à l'Armée d'Afrique qui dépendait de l'armée de terre française.

## Création et différentes dénominations
- Le 5e R.M.T. reformé en janvier 1918.
- 1919 : création du  25e R.T.
- 1920 : création du 25e régiment de marche de tirailleurs algériens
- 1921 : renommé 25e régiment de tirailleurs algériens
- 1940 : dissolution
- 1948 : reconstitué en 25e bataillon de tirailleurs algériens à partir du 217e BTA à compter du 16/02/1948 par décision du général commandant supérieur des Forces Françaises en Extrême Orient (Note de service 1085/TFEO/I/O du 28/01/1948)
- 1950 : dissolution

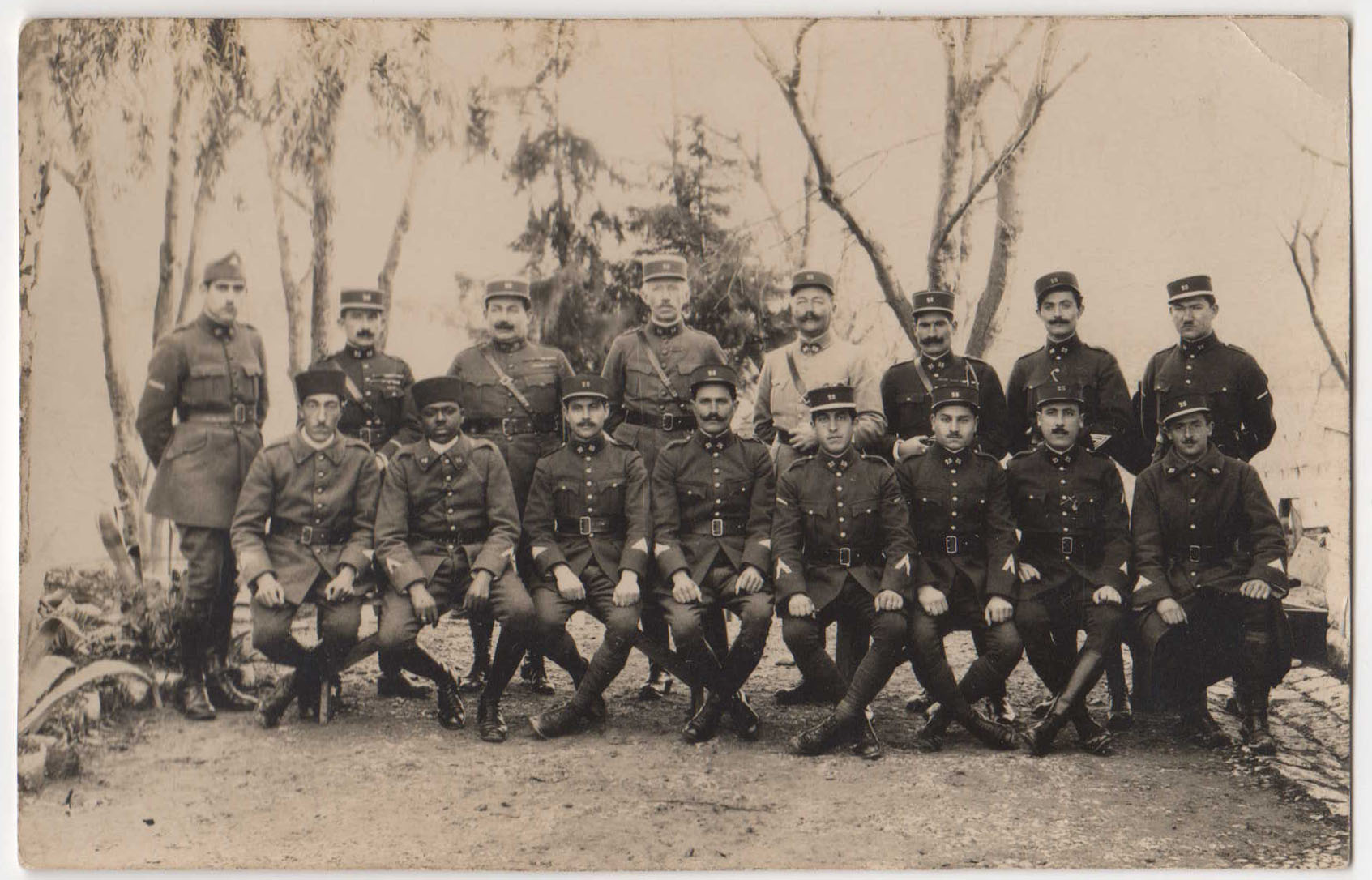
Militaires du 25e régiment de tirailleurs algériens

### Chefs de corps
- 1918 : 5e R.M.T. : lieutenant-colonel Fournié[1] .
- 1920 - 1921 : Lieutenant-colonel Lucien Callais
- 1921-1923 : Colonel Dubuisson
- 1923-1925 : colonel Fray
- 1925-1926 : colonel Brique
- 1926: lieutenant-colonel Loizeau
- 1927-1929 : colonel Millet
- 1930-1932: colonel Britsch
- 1932-1937: colonel Petit
- 1937-1939: colonel Suffren
- 1939-1940:Eigenschenck
- 1948 chef de bataillon Valentin
- 1948-1949 : chef de bataillon Lagarrigue.

## Historique des garnisons, campagnes et batailles du25etirailleursalgériens

### Première Guerre mondiale

#### 1916
Le 20 janvier 1916, le 1er bataillon du 5e tirailleurs du Commandant Sacquet, rejoint le 1er tirailleurs. Il vient du 7e régiment de marche de tirailleurs.

#### 1917
En mai 1917, le 6e bataillon du 1er tirailleurs est affecté en renfort au 1er bataillon du 5e tirailleurs.

#### 1918
En janvier 1918, le 1er bataillon du 5e tirailleurs passe au 5e R.M.T.

### Entre-deux-guerres
En 1920 le 25e R.T.A. est en Rhénanie.
En 1928, il stationne à Sarrebourg, Moselle, où il est encore en 1940.

### Seconde Guerre mondiale
En 1939 le 25e régiment de tirailleurs algériens appartient à la 4e division d'infanterie nord-africaine. Cette division stationne dans la région de Trélon – Arlon, il est prévu qu'elle participe à la manœuvre Dyle au sein de la 9e armée. Elle doit s'avancer en Belgique et se tenir en réserve dans la région de Philippeville pour intervenir au profit de l'aile gauche de l'armée sur la Meuse.

### Depuis 1945
Le 25e B.T.A opère en Indochine à partir du printemps de 1947, Il est organisé en un état major, une compagnie de commandement, et trois compagnies de fusiliers voltigeurs. Il est d'abord sous les ordres du chef de bataillon Lagarrigue, Il est au Tonkin en 1948-1949, secteur de Cao Bang son secteur postal est 55.823. En aout 1949, il participe à l'opération "PITON" aux côtés du 21e B.T.A.

## Insigne du25etirailleursalgériens
Cigogne blanche passant sous croissant doré au sigle R 25 T sur fond bleu.

## Inscriptions portées sur le drapeau du régiment
Il porte, cousues en lettres d'or dans ses plis, les inscriptions suivantes :
- Noyon 1918
- Somme-Py 1918
- Maroc 1925-1926

## Décorations
- Croix de guerre 1939-1945 avec deux palmes
- Croix de guerre des Théâtres d'opérations extérieurs avec une palme
- Fourragère aux couleurs du ruban de la croix de guerre 1914-1918 étant l'héritié du 5e Régiment de Marche de la guerre de 1914-1918.